# Wydma paraboliczna

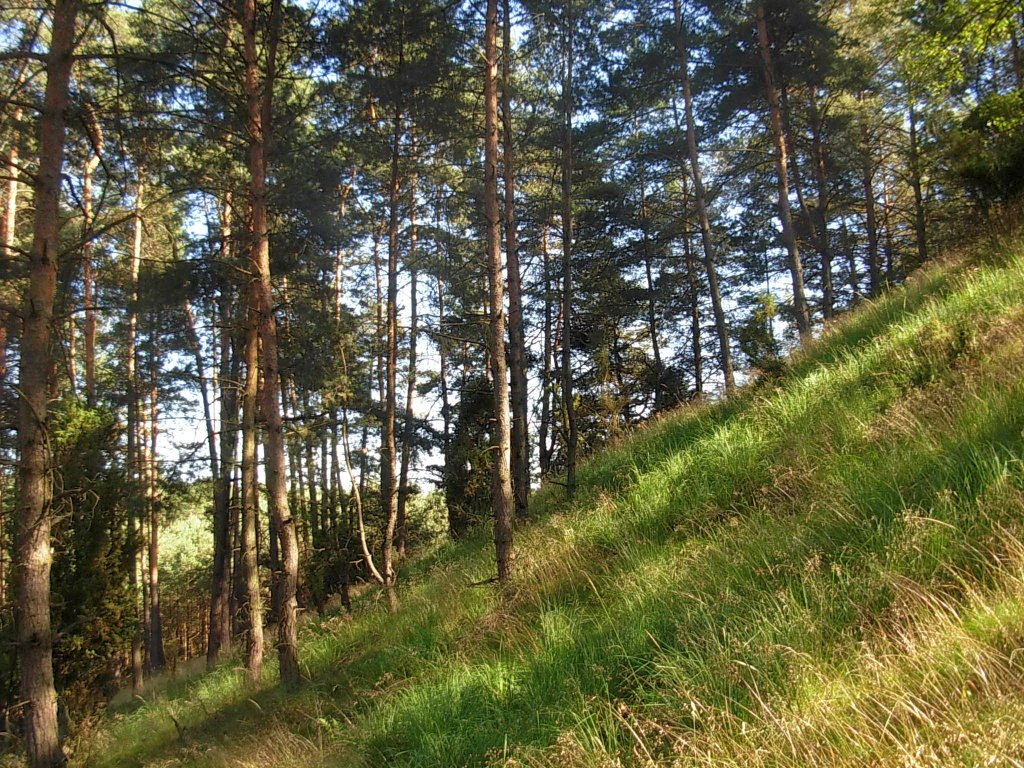
Zbocze wydmy parabolicznej w Puszczy Bydgoskiej

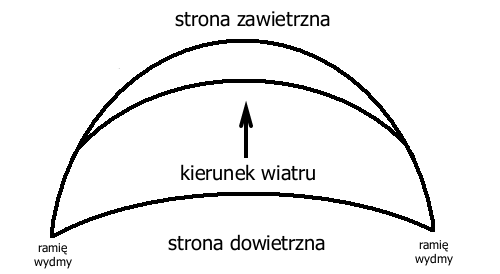
Wydma paraboliczna

Wydma paraboliczna – jeden z typów pojedynczych wydm. Charakteryzuje się tym, że ma kształt łuku o ramionach skierowanych pod wiatr. Mniej ubita miękka część znajduje się na kierunku przeciwnym niż kierunek dominującego wiatru. Jej centralna część jest ruchoma, gdyż jest zbudowana z suchszego i luźniejszego piasku niż ramiona i w przeciwieństwie do nich nie jest utrwalana przez rośliny. Wędrówka wydm na terenie Polski odbywa się z prędkością około 6–20 m/rok. Największą wysokość względną wydmy paraboliczne osiągają w miejscu zagięcia łuku, w tzw. czole. Zwykle nie przekracza ona 30 m i maleje w miarę oddalania się wzdłuż ramion. Zbocza zewnętrzne łuku wydmowego są z reguły bardziej strome (w środkowej części – ok. 15–20°) niż wewnętrzne (ok. 5–10°).
Na terenie Polski wydmy paraboliczne zwykle są skierowane wypukłością ku wschodowi, z uwagi na dominujący w okresie ich tworzenia zachodni kierunek wiatrów. Większość z nich jest utrwalona przez roślinność, najczęściej bory sosnowe. Ciekawe okazy wydm parabolicznych występują w puszczach środkowej i zachodniej Polski, np. w Puszczy Kampinoskiej, Bydgoskiej i Noteckiej.
Cechy charakterystyczne:
- ma kształt asymetrycznego łuku o długich ramionach zwróconych pod wiatr,
- zbocze wydmy zwrócone w stronę wiatru jest łagodne, a zbocze nachylone w kierunku przeciwnym jest strome.
- pomiędzy ramionami często występują misy deflacyjne zazwyczaj wypełnione wodą.